# Hexasteròfors
Els hexasteròfors (Hexasterophora) són una subclasse d'esponges de mar dins la classe hexactinèll·ids. Els hexasteròfors van aparèixer a l'Ordovicià i s'han separat en els quatre ordres actuals, que inclouen els aulocalicòids, els hexactinosos, els licniscossos i els lissacinosos.
Els hexasteròfors tenen esquelets formats pe la superposició de sis espícules ratllades. Normalment aquestes esponges estan enganxades fermament per la seva base a substrats durs: menys sovint s'ancoren per les espícules i rarament s'insereixen directament en els sediments solts dels fons marins. Els quatre grups es diferencien per l'extensió de la fusió de les espícules adjacents.